# Eureka (Dakota du Sud)
Pour les articles homonymes, voir Eurêka (homonymie).
Eureka est une municipalité américaine située dans le comté d'Union, dans l'État du Dakota du Sud.
D'abord appelée St. Petersburg par des fermiers germano-russes, la localité est renommée Eureka lors de sa fondation en 1887.

## Démographie
| 1890 | 1900 | 1910 | 1920  | 1930  | 1940  |
| ---- | ---- | ---- | ----- | ----- | ----- |
| 552  | 961  | 961  | 1 200 | 1 308 | 1 457 |

| 1950  | 1960  | 1970  | 1980  | 1990  | 2000  |
| ----- | ----- | ----- | ----- | ----- | ----- |
| 1 576 | 1 555 | 1 547 | 1 360 | 1 197 | 1 101 |

| 2010 | - | - | - | - | - |
| ---- | - | - | - | - | - |
| 868  | - | - | - | - | - |

Selon le recensement de 2010, Eureka compte 868 habitants. La municipalité s'étend sur 1 milles carrés (2,59 km2), dont 0,07 milles carrés (0,18 km2) d'étendues d'eau.